# Lijst van Duitse stationsafkortingen
Stationsafkortingen in Duitsland worden gebruikt bij de Deutsche Bahn, Deutsche Bundesbahn, Deutsche Reichsbahn en DRG. De stationsafkortingen zijn opgesteld volgens de standaard DS 100, Abkürzungen der Betriebsstellen, en zijn ook officieel geregistreerd in het Bahnamtliches Betriebsstellenverzeichnis.

## Omschrijving van de code
- X YYYY Z

X is de Bundesbahndirektion (West-Duitsland, Deutsche Bundesbahn) of Reichsbahndirektion (Oost-Duitsland, Deutsche Reichsbahn voor 1949) code. YYYY is de stationscode en Z is het type van het station.

## BD/Rbd codes
De volgende letters worden voor de bahndirektionen gebruikt. Er wordt bij voorkeur de eerste letter van de plaats gebruikt (B voor Berlijn). Wanneer er één letter is voor meerdere plaatsen (S voor Saarbrücken, Stuttgart, Schwerin), wordt er een vrije letter gekozen die in de plaatsnaam voorkomt.
- A – Hamburg (A is eigenlijk van Altona);
- B – Berlijn;
- D – Dresden;
- E – Essen;
- F – Frankfurt am Main;
- H – Hannover;
- K – Keulen;
- L – Halle (Saale);
- N – Neurenberg;
- M – München;
- R – Karlsruhe;
- S – Saarbrücken;
- T – Stuttgart;
- U – Erfurt;
- W – Schwerin;
- X/Z - Buitenland, vroeger was X de landen in het westen en Z de landen in het oosten maar dit is in loop van de tijd losgelaten.

## Voorbeeld
De code van Bremen Hauptbahnhof is bijvoorbeeld HB. Het station valt onder Hannover (H), en de stationscode is B.
Ook Nederlandse en Belgische stations die door treinen uit Duitsland kunnen worden aangedaan hebben ook een afkorting. Dit geldt ook voor de NS die voor een aantal Duitse stations Nederlandse afkortingen heeft. De reden hiervoor is het verwerken van de stations in de dienstregelingen, voor bijvoorbeeld de stationsnaam weergeven op de CTA's. De afkortingen krijgen eerst een X of Z, gevolgd door een letter van het land en de stationsafkorting. Voor bijvoorbeeld station Amsterdam Centraal is het XNAC en voor station Brussel-Zuid XBB.